# Verbascum denudatum
Verbascum denudatum är en flenörtsväxtart som beskrevs av Pfund. Verbascum denudatum ingår i släktet kungsljus, och familjen flenörtsväxter. Inga underarter finns listade i Catalogue of Life.